# گورستان سنت لوئیس
گورستان سنت لوئیس (فرانسوی: Cimetière Saint-Louis‎) نام سه گورستان کاتولیک در نیو اورلئان، لوئیزیانا است. بیشتر این قبرها، به صورت مقبره‌هایی روی زمین هستند که در قرن‌های هجده و نوزده ساخته شده‌اند.
گورستان‌های شماره ۱ و ۲، در فهرست ثبت ملی مکان‌های تاریخی و فهرست مسیر میراث آفریقایی آمریکایی لوئیزیانا قرار گرفته‌اند.

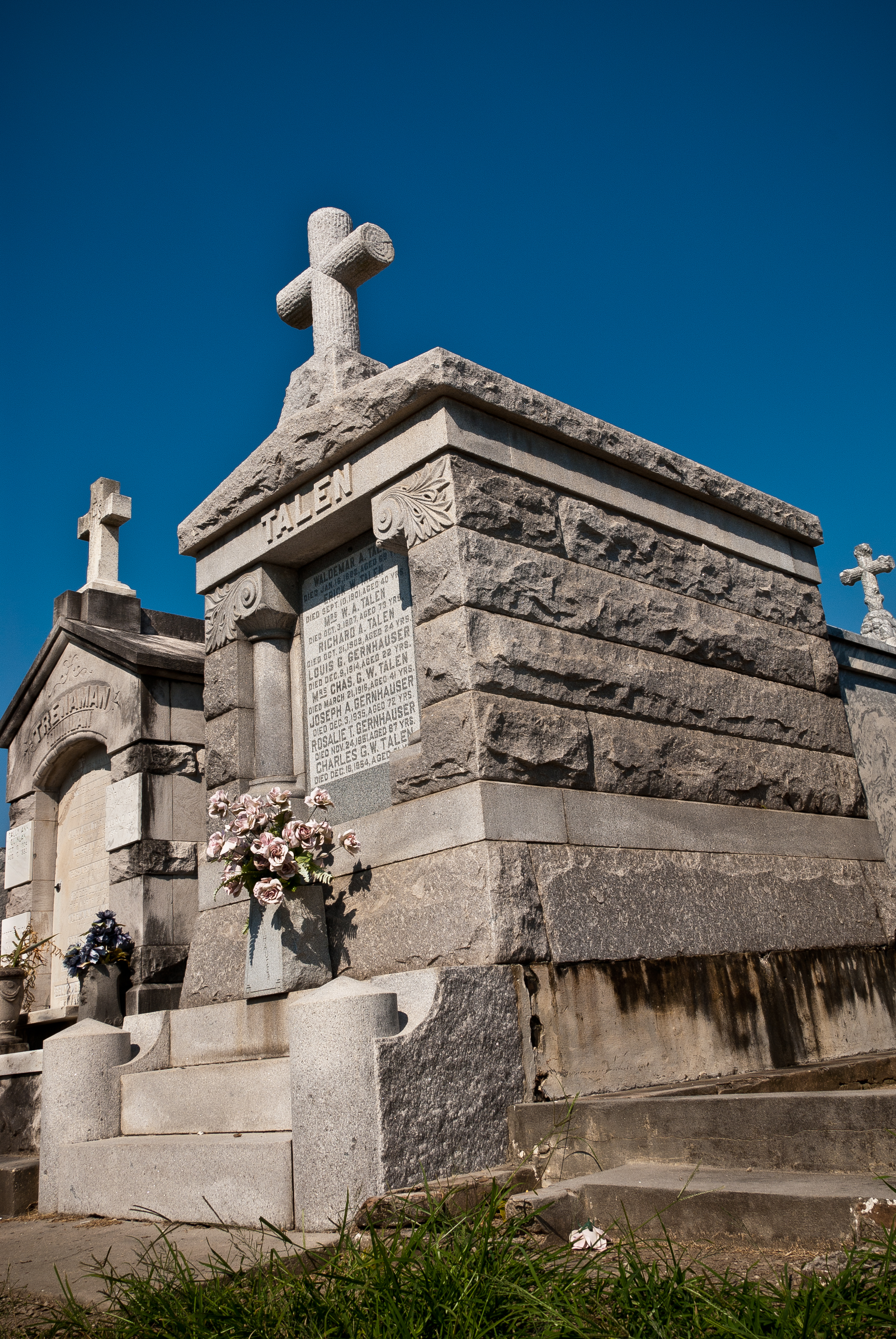
مقبره‌ها در گورستان شماره ۱ سنت لوئیس